# Георг Фридрих (маркграф Бранденбург-Ансбаха)
Георг Фридрих I Бранденбург-Ансбахский (нем. Georg Friedrich I. von Brandenburg-Ansbach; 5 апреля 1539 — 25 апреля 1603) — маркграф Бранденбург-Ансбаха и Бранденбург-Байрейта (Кульмбаха), герцог Егерндорфа, регент Пруссии. Последний из франконской линии Гогенцоллернов.

## Биография
Георг Фридрих родился в 1539 году в Ансбахе. Его родителями были Георг Бранденбург-Ансбахский и Эмилия Саксонская, дочь герцога Генриха V Саксонского.
После смерти отца Георг Фридрих, помимо Ансбаха получил такие владения в Силезии, как Егерндорф, Бёйтен и Одерберг; так как император Фердинанд I противился образованию крупных земельных частных владений, то Георг Фридрих не получил Оппельн и Ратибор.
После Второй маркграфской войны император Фердинанд I в 1556 году лишил маркграфа Альбрехта Алкивиада его владений, и Георг Фридрих в дополнение к своему Ансбаху получил Байрейт (Кульмбах).
Так как прусский герцог Альбрехт Фридрих начал демонстрировать признаки умственного расстройства, Георг Фридрих на правах ближайшего родственника (двоюродные братья) в 1577 году взял на себя опеку над его прусскими владениями. В 1578 году польский король Стефан Баторий официально сделал его регентом Пруссии.
В 1577 году Георг Фридрих принял формулу согласия, а в 1580 году — Книгу Согласия.
В начале 1598 года скончался курфюрст Бранденбурга Иоганн Георг. Своим завещанием, выделявшим владения его младшим сыновьям, он нарушил династический закон, установленный ещё Альбрехтом III, о неделимости бранденбургского курфюршества. Старший сын курфюрста Иоахим Фридрих опротестовал завещание, и они с Георгом Фридрихом подписали договор, с которым согласились все заинтересованные стороны: Иоахим Фридрих немедленно получает единый и неделимый Бранденбург, а его младшие братья после смерти не имеющего наследников мужского пола Георга Фридриха получат принадлежавшие ему маркграфства в качестве секундогенитурных владений.

## Семья и дети
В 1558 году Георг Фридрих женился на Елизавете Бранденбург-Кюстринской, детей у них не было.
Елизавета умерла в 1578 году, во время пребывания семейной четы в Варшаве. Год спустя он женился на Софии Брауншвейг-Люнебургской, дочери герцога Вильгельма Брауншвейг-Люнебургского. Детей у них также не было.